# Tesoro de Caldas de Reyes I
El tesoro de Caldas de Reyes I, también conocido como Depósito de As Silgadas es un conjunto prehistórico de piezas de oro que fue hallado en 1940 y se conserva en el Museo de Pontevedra (España). Se trata del tesoro prehistórico cuyo peso en oro es el más elevado de los que han sido hallados en la península ibérica. 

## Hallazgo
El tesoro fue hallado el 20 de diciembre de 1940 de manera casual durante unos trabajos agrícolas. El lugar del hallazgo fue la finca de «As Silgadas», ubicada al noroeste de Caldas de Reyes, en una loma, entre un grupo de eucaliptos y una casa señorial llamada «A Canle». El vecino de Caldas que lo descubrió, Amalio Touceda, y el apoderado de la finca, Ignacio Maquieira, se repartieron el tesoro en dos partes de igual peso con ayuda de una balanza romana con la intención de no dar conocimiento del hallazgo y vender la piezas poco a poco. Unos seis meses después, en 1941, alguien los delató a la guardia civil, que requisó la parte del tesoro que aún permanecía sin vender. Otras personas que había en la finca en el momento del hallazgo no participaron en el reparto del tesoro.
El tesoro estaba enterrado a unos 20 cm de profundidad y no se encontró dentro de ningún recipiente, aunque es posible que no se hubiera conservado porque podría haberse tratado de un saco o una cesta de material perecedero. Originalmente debió pesar unos 27 kg, según el testimonio posterior del descubridor, pero aproximadamente la mitad se vendió clandestinamente y el oro fue fundido. Una versión alternativa señalaba que los descubridores declararon un peso del material unos 20 kg inferior al hallado, por lo que el total podría haber pesado unos 50 kg.
Poco después de que se conociera la existencia del tesoro, el Comisario Provincial de Excavaciones, Fermín Bouza-Brey, visitó el supuesto lugar del hallazgo y publicó un trabajo que documentó el tesoro en 1942.
Las gestiones de Bouza-Brey y de los que en aquel momento eran director del Museo de Pontevedra y subdirector del Museo del Prado, fueron claves para que el tesoro fuera conservado en el Museo de Pontevedra desde febrero de 1942. Por otra parte, en Caldas de Reyes se expone una reproducción del tesoro.

## Composición

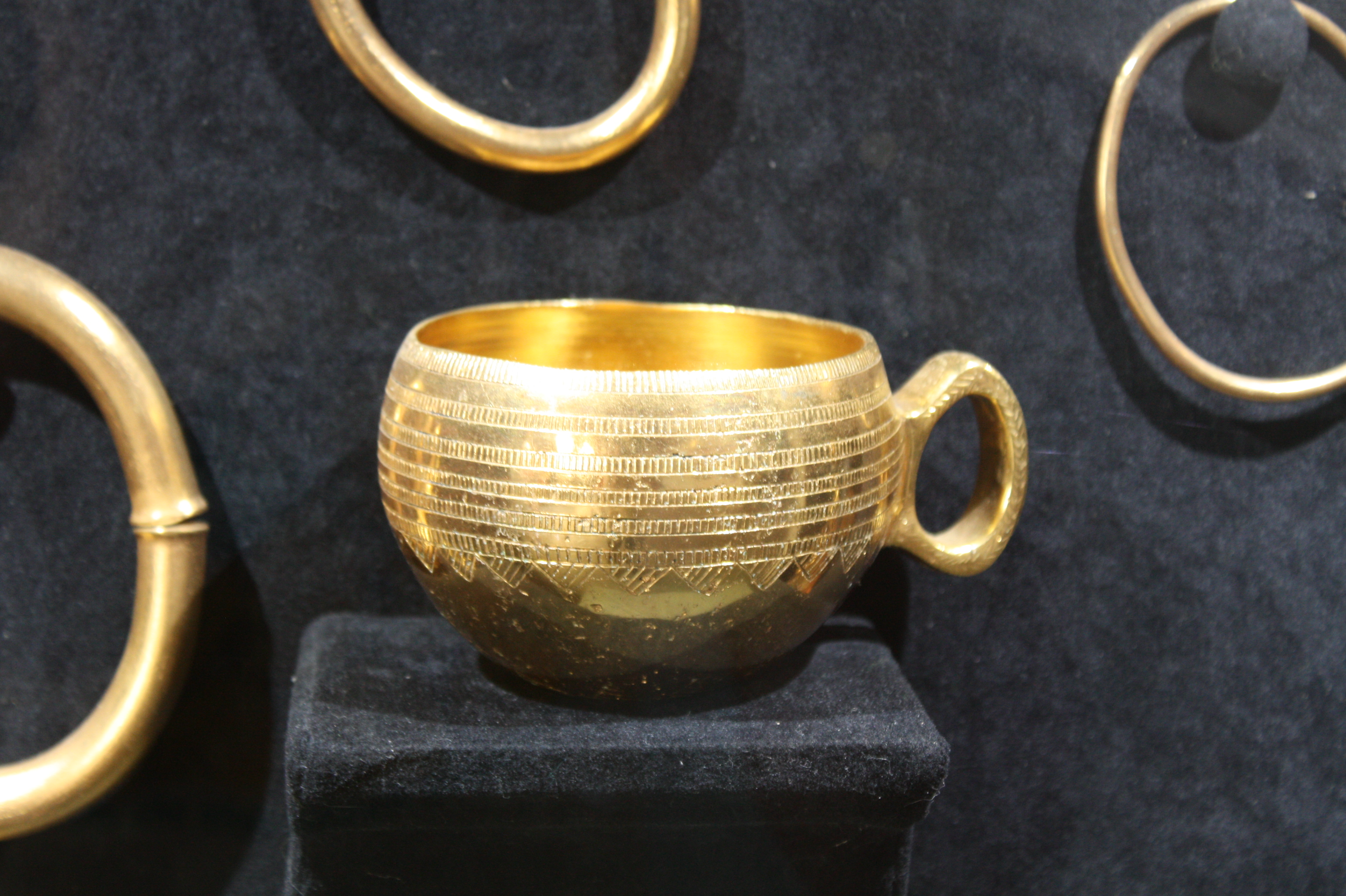
Una de las jarras del tesoro de Caldas de Reyes I

La parte del tesoro que se ha conservado consta de 41 piezas de oro: la mayoría son aros de tamaño variable, e incluye también tres tazas con asa, tres fragmentos de barra, seis fragmentos de láminas —que posiblemente formaban parte de una gargantilla de tiras o diadema— y un peine. El peso de este material es de 14,9 kg.
Algunos de los objetos fueron realizados mediante laminado del oro y otros mediante fundición. Las tazas y el peine, en concreto, fueron elaboradas con la técnica de la fundición a la cera perdida y están decoradas con bandas incisas. La procedencia del oro es —según Axel Hartmann— aluvial.
Este tesoro hallado en As Silgadas no debe ser confundido con otro tesoro que se encontró en otro lugar de Caldas en 1981, conocido como Tesoro de Caldas de Reyes II, que consta de 53 láminas enrolladas en forma de tubo y otra pieza en forma de cono.

## Interpretaciones
Se cree que los aros, que a veces aparecen denominados como torques no eran joyas ornamentales sino que era la forma primitiva de acumular el oro como lingotes. El más grande de los aros (de cerca de 1 kg de peso y 22,6 cm de diámetro) se ha interpretado como un portalingotes. Es decir, se trataría de objetos ya amortizados que se acumularon y pudieron ser utilizados como medio de pago. Se ha propuesto que fueron ocultados en algún momento de inestabilidad pero otra posibilidad es que los objetos poseían un valor social y hubieran sido depositados públicamente en un acto ritual.
Aunque no se descarta su fabricación en un taller peninsular, se ha sugerido la posibilidad de que el tesoro fuera realizado en un taller de Bretaña y llegara a la península ibérica como un regalo de embajada.

## Datación
La cronología del tesoro es objeto de debate. Suele asignarse al periodo de transición entre la Edad del Bronce Antiguo y el Bronce Medio por paralelismos de las jarras con vasos cerámicos de la cultura de los túmulos armoricanos y por comparación con otros metales preciosos de Europa. Apoyan esta cronología antigua la asociación de un aro o torques de extremos planos del tesoro con otros torques de paletas y lúnulas de otros lugares de Europa. Con respecto al peine, se ha relacionado con otros peines realizados con materiales orgánicos hallados en varios sitios de Europa que se han fechado en la primera mitad del segundo milenio a. C.
Por otra parte, hay autores que han asociado este peine a otro que aparece en la estela de Ervidel II (Portugal), lo que implicaría una cronología más baja. Además, el uso de la técnica de la cera perdida no es conocido antes del Bronce Reciente, por lo que hay investigadores que retrasan la fecha del tesoro y lo datan en torno a 1550-1350 a. C. Otro dato a tener en cuenta es que el asa de una de las tazas fue realizada por sobrefundido, lo que se puede interpretar como que el tesoro fue completado en una fase avanzada del Bronce Final o quizá que dicha técnica apareció en una etapa más temprana que la de otros ejemplos así realizados.
Algunos estudios sobre la metrología de este tesoro y de otros hallazgos han sugerido la existencia de un patrón de peso, en concreto del siclo fenicio o eblaítico de 7,9 gr, lo que podría rebajar aún más su cronología y situarla entre el Bronce Final y la Edad del Hierro.